# (890) Waltraut
(890) Waltraut ist ein Asteroid des Hauptgürtels, der am 11. März 1918 vom deutschen Astronomen Max Wolf in Heidelberg entdeckt wurde.
Benannt ist der Asteroid nach einer Figur aus der Oper Götterdämmerung von Richard Wagner.